# Виноградовский сельский округ (Северо-Казахстанская область)
Виноградовский сельский округ (каз. Виноградов ауылдық округі) — административная единица в составе Кызылжарского района Северо-Казахстанской области Казахстана. Административный центр — село Виноградовка. Аким сельского округа — Есендыков Адильбек Жанибекович.
Население — 1027 человек (2009, 1441 в 1999, 1604 в 1989).

## Образование
В округе функционирует 1 школа в селе Виноградовка — Сивковская средняя школа. Имеется хоккейная коробка, детская спортивная (игровая) площадка, спортивные залы, футбольное поле, каток и лыжная трасса.
В округе функционирует сельская библиотека, общий книжный фонд составляет 6011 книг, из них на государственном языке 1210 книг.

## Экономика
В округе зарегистрированы 4 товарищества с ограниченной ответственностью, 4 крестьянских хозяйства, 4 индивидуальных предпринимателя.
Сельхозформирования сельского округа занимаются растениеводством. В округе функционирует 3 торговые точки, а также передвижная автолавка. Имеются 2 медицинских пункта.

## Состав
Село Сергино было ликвидировано в 2008 году.
В состав округа входят такие населенные пункты:
| Населенный пункт   | Население, человек (1989) | Население, человек (1999) | Население, человек (2009) |
| ------------------ | ------------------------- | ------------------------- | ------------------------- |
| Виноградовка, село | 1043                      | 919                       | 689                       |
| Исаковка, село     | 136                       | 141                       | 87                        |
| Сергино, село      | 47                        | 33                        | -                         |
| Сумное, село       | 378                       | 381                       | 251                       |